# Wiktor Kuprejczyk
Wiktor Kuprejczyk, ros. Виктор Давыдович Купрейчик (ur. 3 lipca 1949 w Mińsku, zm. 22 maja 2017) – białoruski szachista, arcymistrz od 1980 roku.

## Kariera szachowa
Pomiędzy 1969 a 1987 rokiem ośmiokrotnie uczestniczył w finałach indywidualnych mistrzostw Związku Radzieckiego, najlepsze wyniki osiągając w latach 1979 i 1981, zajmując VII miejsca. Po rozpadzie ZSRR należał do czołówki białoruskich szachistów, pięciokrotnie (w latach 1994–2002) występując na szachowych olimpiadach oraz trzykrotnie (w latach 1992–2003) w drużynowych mistrzostwach Europy. W roku 2003 zdobył w Mińsku tytuł mistrza Białorusi.
Największymi indywidualnymi sukcesami Wiktora Kuprejczyka były samodzielne zwycięstwa w silnie obsadzonych kołowych turniejach w Reykjaviku (1980, m.in. przed Walterem Browne, Anthony Milesem, Giennadijem Sosonko, Jewgienijem Wasiukowem, Margeirem Peturssonem oraz Eugenio Torre) i Hastings (1981/82, m.in. przed Wasilijem Smysłowem, Jonathanem Speelmanem, Ulfem Anderssonem, Nigelem Shortem, Murrayem Chandlerem i Larrym Christiansenem) oraz w otwartym turnieju w Bad Wörishofen (1997, m.in. przed Rustemem Dautowem, Weresławem Eingornem, Anthony Milesem, Klausem Bischoffem, Christianem Gabrielem, Olegiem Romaniszynem i Konstantinem Lernerem).
Poza tym na arenie międzynarodowej odniósł liczne sukcesy, m.in. w Groningen (1965/66, mistrzostwa Europy juniorów do lat 20, III m.), Somborze (1970, dz. II m. wraz z Vlastimilem Jansą, za Robertem Hübnerem), Wijk aan Zee (1977, turniej B, I m.), Wanadzorze (1978, dz. I m. z Rafaelem Waganianem), Medina del Campo (1980, I m.), Polanicy-Zdroju (1981, memoriał Akiby Rubinsteina, II m. za Włodzimierzem Schmidtem), New Delhi (1982, II m. za Josifem Dorfmanem), Esbjergu (1988, turniej The North Sea Cup, dz. I m. z Rafaelem Waganianem), Val Maubuee (1989, dz. I m. z Aleksiejem Szyrowem), Rimavskiej Sobocie (1990, I m.), Münsterze (1991, open, dz. I m. z Lwem Gutmanem), Warszawie (1991, open, dz. I m. m.in. z Jewgienijem Glejzerowem i Aloyzasem Kveinysem), Dortmundzie (1991, open, II m. za Jurijem Bałaszowem), Cattolicy (1992, open, I m.), Wiesbaden (1998, open, dz. I m. z Jewgienijem Ragozinem i Slavko Cicakiem), Frohnleiten (1999, open, I m.), Moskwie (2002, Aerofłot Open-B, I m.), Tuli (2002, open, dz. I m.), Senden (2005, open, dz. III m.), Tambowie (2007, II m. za Jurijem Bałaszowem) oraz w Moskwie (2008, Aerofłot Open-B, dz. I m.).
Dwukrotnie (Saloniki 2010, Kowno 2012) zdobył tytuły wicemistrza Europy seniorów (szachistów powyżej 60. roku życia), natomiast w 2014 r. w Katerini zdobył brązowy medal mistrzostw świata seniorów (w kategorii powyżej 65 lat).
Najwyższy ranking w karierze osiągnął 1 lipca 1981 r., z wynikiem 2580 punktów dzielił wówczas 22–25. miejsce na światowej liście FIDE, jednocześnie zajmując 10–11. miejsce (wspólnie z Wasilijem Smysłowem) wśród radzieckich szachistów.